# Phi Persei
Phi Persei (φ Persei, φ Per), è una stella nella costellazione di Perseo di magnitudine apparente +4,01, distante 717 anni luce circa dal sistema solare.

## Osservazione
Caratterizzata da una declinazione fortemente settentrionale, la sua osservazione è più facile dalle regioni dell'emisfero boreale terrestre, dove si mostra molto alta sull'orizzonte nelle sere dell'autunno e dell'inizio dell'inverno, ossia quando Perseo raggiunge il punto più alto sull'orizzonte. Dall'emisfero australe l'osservazione risulta un po' penalizzata, ed avendo una declinazione di +50° risulta invisibile nei luoghi più a sud della latitudine 40° S.

## Caratteristiche fisiche
Phi Persei è una stella binaria, la cui componente primaria è una stella bianco-azzurra di sequenza principale di tipo spettrale B2Vpe, avente una massa una decina di volte quella del Sole, mentre la secondaria è una stella subnana di classe B. Le lettere "pe" nella classificazione spettrale indicano che si tratta di una stella peculiare e che sono presenti linee di assorbimento piuttosto marcate nel suo spettro. La stella è infatti una variabile del tipo Gamma Cassiopeiae, un tipo di calde stelle di classe B caratterizzate da un'alta velocità di rotazione e circondate da un disco equatoriale di materia persa dalla stella stessa, che è la causa delle linee di emissione. La variazione di luminosità è di 0,15 magnitudini nell'arco di 19,5 giorni. La velocità di rotazione su sé stessa della stella è piuttosto elevata, di circa 190 km/s.
Si pensa che un tempo la subnana fosse più massiccia di quanto non lo sia attualmente, ma un trasferimento di massa verso la compagna ha diminuito notevolmente le sue dimensioni, a scapito di quella che ora è la stella più brillante e massiccia del sistema.